# La Mascota
La parada La Mascota forma parte del Corredor Sur Occidental, en Quito, Ecuador.
Opera con distintas líneas la cual tiene un intervalo cada minuto. Con estas se conectan hacia el norte y el sur. Esta estación transporta más de 600 pasajeros al día. Casi todas las líneas operan en esta parada, conectándola de norte a sur, y de sur a norte.

## Ubicación
Está ubicada en el occidente de la ciudad, sobre la Avenida Mariscal Sucre y la Av. Rodrigo de Chávez. Desde esta parada la Av. Mariscal Sucre y el Corredor Sur Occidental se separan (en sentido sur-norte) y se vuelve a unir (en sentido norte-sur), separándose ésta en la parada San Diego.
En sus cercanías está el barrio de la Mascota.
- Datos: Q16587602